# Apostrof (leesteken)
De apostrof, het weglatingsteken of het afkappingsteken is een leesteken in de vorm van een kommaatje bovenaan de regel: ’. Door de komst van schrijfmachines, met hun beperkte aantal toetsen, kwam het in gebruik om bepaalde tekens voor meerdere functies te gebruiken, bijv. ' voor enkelvoudige aanhalingstekens, apostrof en accent, hoewel elk van deze tekens er in feite iets anders uitziet. 

## Nederlands
In de Nederlandse taal kan het teken aangeven dat een of meer letters in een woord zijn weggelaten. Soms is dat weglaten optioneel, soms verplicht. Het weglaten kan gebeuren:
- aan het begin van een woord: 'n (een), 's (des), 't (het), 'ns (eens)
- in het midden van een woord: m'n (mijn), z'n (zijn)
- in een samentrekking van twee woorden: zo'n (zo een)
- in het meervoud of de genitief van een woord dat op een klinker eindigt, om een onjuiste uitspraak te vermijden: Anna's foto's. Het gebruik van de apostrof is hier verplicht: Annaas fotoos is (tweemaal) fout. Bij een verkleinwoord wordt de letter echter wél verdubbeld: fotootje. Bij de stomme e en andere klinkers waarbij geen onjuiste uitspraak mogelijk is wordt de apostrof niet gebruikt: doosjes, cafés, bureaus.
- in de genitief van een naam die op een sisklank eindigt, zodat geen s toegevoegd hoeft te worden: Hans’ boek. Ook hier is gebruik van de apostrof verplicht (Hanss boek is fout). Eindigt de naam niet op een sisklank dan wordt geen apostrof gebruikt: Piets ouders (Piet’s ouders is fout).

In zinnen die beginnen met een apostrof, krijgt niet het eerste maar het tweede woord een hoofdletter:
- 's Morgens eten we ontbijt.
- 't Is toch wat!

De genitief van een naam wordt vaak met een apostrof geschreven om de naam beter te laten uitkomen (Van Nelle's koffie). Volgens de officiële spellingregels is dit niet correct. Uit historische overwegingen laat het Witte Boekje deze spelling wél toe.
Een andere toepassing van de apostrof:
- bij afgeleiden van letterwoorden: sms'en, tv'tje

## Andere talen

### Frans
In het Frans wordt de apostrof veelvuldig gebruikt in plaats van een weggelaten eindletter, als het volgende woord met een klinker of stomme h begint, bijvoorbeeld in Qu’est-ce que c’est?. Deze weglating is verplicht. Het gaat hier om de volgende woorden: ce, de, je, le, la, me, ne, que, se, te. Het voorvoegsel re- krijgt geen apostrof: rhabiller. Ook in andere woorden ziet men het weleens, bijvoorbeeld in t'as in plaats van tu as, doch dit is eigenlijk niet correct.
Wordt een letter (meestal een s) in het midden van een woord niet meer uitgesproken, dan wordt die letter thans niet meer geschreven. In plaats daarvan schrijft men een accent circonflexe, zoals in château. Het woord est (maar niet het meervoud êtes) is daarop een uitzondering. In namen, zoals Dechesne, uitspraak dechêne, schrijft men de s vaak nog wel.

### Catalaans
In het Catalaans wordt de apostrof gebruikt als weglatingsteken om klinkerbotsing te voorkomen, net als in het Frans. Een zin als "Què me has dit!" (Wát zei je?) wordt dan "Què m'has dit!".

### Engels
Ook in het Engels dient de apostrof als weglatingsteken. Een voorbeeld is don’t als verkorting van do not. Verder wordt de apostrof meestal gebruikt in een genitief, ook als dat voor de uitspraak niet nodig is: John's book, the neighbours' house – de uitzondering zijn hier de persoonlijke voornaamwoorden: The book had golden letters on its cover; Is this book hers or yours?
De apostrof speelt ook een rol in bepaalde coderingen, bijvoorbeeld bij de asindeling van locomotieven volgens de UIC-notatie.

## Foutieve toepassing
Door computersoftware voor "gekrulde aanhalingstekens" wordt soms een apostrof weergegeven wanneer een accentsymbool bedoeld is. Een voorbeeld hiervan is het gebruik als symbool voor de boogminuut, 1/60 deel van de booggraad, of voor de minuut, 1/60 deel van het uur. Zo staat 2' voor twee minuten, wat soms (foutief) als 2' weergegeven wordt. Iets dergelijks kan gebeuren in wiskundige notaties, waar een accent de afgeleide aangeeft: men schrijft dan (correct) {\displaystyle \scriptstyle f'(x)} (uit te spreken als "f accent") als korte notatie voor {\displaystyle {df} \over {dx}}.